# Charles d’Albert, duc de Luynes

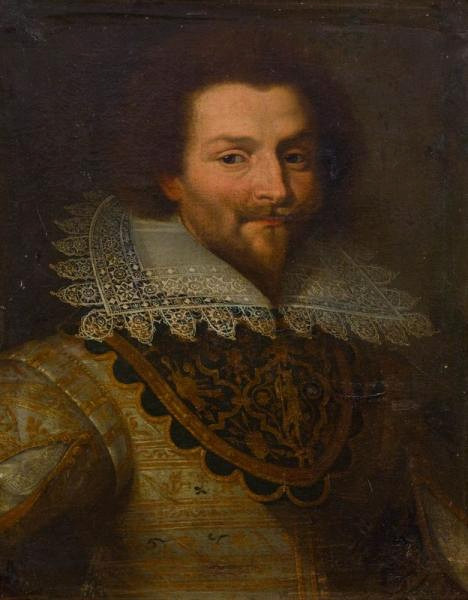
Charles d’Albert, duc de Luynes (unbekannter Künstler, ca. 1620)

Charles d’Albert, duc de Luynes (* 5. August 1578 in Pont-Saint-Esprit; † 15. Dezember 1621 in Longueville) war ein französischer Staatsmann und Connétable von Frankreich sowie ab 1619 Herzog von Luynes. Er verhalf Ludwig XIII. zur Macht und bestimmte als wichtigster Günstling und Berater dessen Politik in den ersten Jahren.

## Leben
D’Albert wurde 1611 Falkner des jungen Ludwig XIII. Er freundete sich mit dem vernachlässigten Knaben an und wurde dessen engster Freund und Vertrauter. Die Regentin Maria de’ Medici und ihr Favorit Concino Concini hielten derweil den jungen König von jeglichen Regierungsgeschäften fern. D’Albert nutzte die wachsende Unzufriedenheit seines Schützlings und initiierte mit dessen Zustimmung die Ermordung Concinis am 24. April 1617 vor den Toren des Louvre. Danach verbannte Ludwig seine Mutter nach Blois und machte Luynes zu seinem ersten Minister, Premier Gentilhomme de la Chambre du Roi und Connétablen von Frankreich.
D’Albert, nunmehr reich und der mächtigste Mann in Frankreich, vermählte sich mit Marie de Rohan-Montbazon, einer 17-jährigen Schönheit aus dem Hofstaat der jungen Königin Anna von Österreich, die ihm zwei Kinder schenkte: Louis Charles (1620–1699) und die postum geborene Anne Marie (1622–1646). 1619 wurde er Gouverneur der Picardie und erhielt die Herzogswürde.
Auf diplomatischem Gebiet war d’Albert recht erfolgreich. Er erreichte eine Wiederannäherung an England und versuchte, in Europa ein Gleichgewicht zwischen den protestantischen Staaten und dem habsburgischen Reich herzustellen. In den Jahren 1619 und 1620 vereitelte er zwei von Maria de’ Medici angezettelte Aufstände des Hochadels gegen Ludwig.
Auf militärischem Gebiet fehlte ihm ein vergleichbares Talent. Trotzdem ernannte ihn Ludwig bei seinem Feldzug gegen die Hugenotten 1621 zum Oberbefehlshaber. Unter seinem glücklosen Oberbefehl schlug die Belagerung von Montauban fehl. Er starb am 15. Dezember 1621 auf dem Rückzug an Typhus.